# Боднарівка (Хмельницький район)
Боднарі́вка — село в Ярмолинецькій селищній громаді Хмельницького району Хмельницької області. Населення становить 293 осіб.

## Символіка

### Герб
В зеленому щиті із золотою главою, поділеною стільниками, три золотих бочки зі срібними обручами, дві й одна. Щит вписаний в золотий декоративний картуш і увінчаний золотою сільською короною. Унизу картуша напис «БОДНАРІВКА» і рік «1495».

### Прапор
Квадратне полотнище розділене горизонтально у співвідношенні 1:3 на жовту і зелену смуги. Верхня поділена стільниками; на нижній три жовтих бочки із білими обручами, дві й одна.

### Пояснення символіки
Бочки означають назву села (герб є промовистим), стільниковий поділ — символ бджолярства.
На прапорі повторюються кольори і фігури герба.
| Україна | Це незавершена стаття з географії України. Ви можете допомогти проєкту, виправивши або дописавши її. |